# Мегхелен
Мегхелен (нід. Megchelen) — село в нідерландській провінції Гелдерланд. Входить до муніципалітету Ауде-Ейсселстрек.
Із трьох боків село оточене територією Німеччини.